# Blahová
Blahová este o comună slovacă, aflată în districtul Dunajská Streda din regiunea Trnava. Localitatea se află la altitudinea de 118 m deasupra n.m., se întinde pe o suprafață de 11,38 km2 și în 2017 număra 368 de locuitori.

## Demografie
| An:                | 1994 | 2004   | 2014   | 2024    |
| ------------------ | ---- | ------ | ------ | ------- |
| Număr de persoane: | 376  | 361    | 365    | 434     |
| Diferență:         |      | −3,98% | +1,10% | +18,90% |

| An:                | 2023 | 2024   |
| ------------------ | ---- | ------ |
| Număr de persoane: | 418  | 434    |
| Diferență:         |      | +3,82% |